# Carl T. Curtis
Carl T. Curtis (Minden, 1905. március 15. – Lincoln, 2000. január 24.) az Amerikai Egyesült Államok szenátora (Nebraska, 1955–1979).